# 1451 en musique classique
| \| • Retour à la chronologie générale de la musique classique • \| |
| Grèce • Rome • Haut Moyen Âge • VIIIe siècle • IXe siècle • Xe siècle • XIe siècle XIIe siècle • XIIIe siècle • XIVe siècle • XVe siècle • XVIe siècle • XVIIe siècle XVIIIe siècle • XIXe siècle • XXe siècle • XXIe siècle |
| • Retour à la chronologie générale de la musique classique • |

| Années en musique classique : 1448 - 1449 - 1450 - 1451 - 1452 - 1453 - 1454    |
| Décennies en musique classique : 1420 - 1430 - 1440 - 1450 - 1460 - 1470 - 1480 |

## Naissances
- 14 janvier : Franchini Gaffurio, compositeur et théoricien italien de la musique († 1522).